# Havasi here
A havasi here (Trifolium alpinum) a hüvelyesek (Fabales) rendjébe, ezen belül a pillangósvirágúak (Fabaceae) családjába tartozó faj.

## Előfordulása

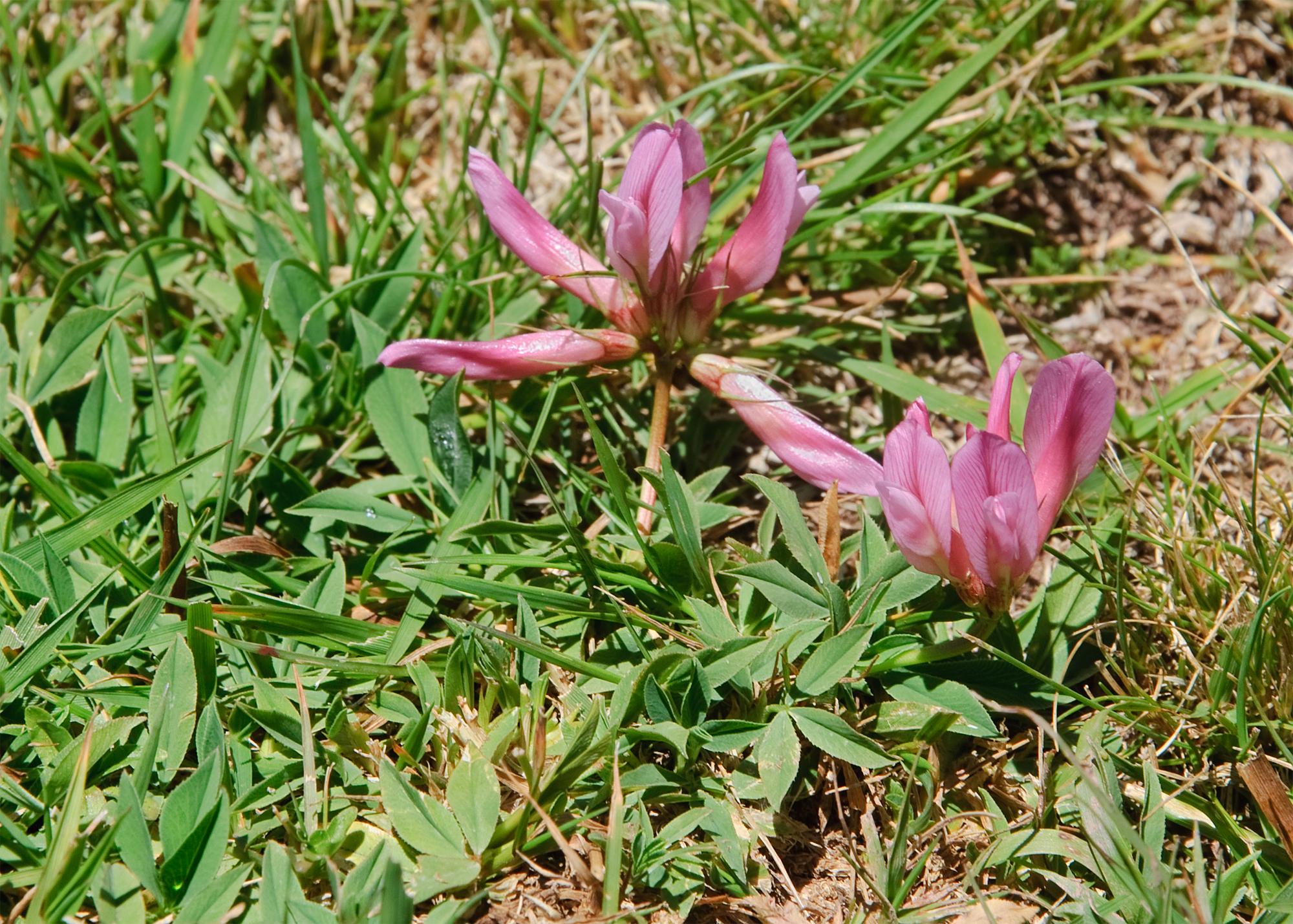
Nyíló havasi herék a Pireneusokban

A havasi here elterjedési területe a középső és a Déli-Alpok, Közép-Európa déli részének magashegységei, Észak-Spanyolországtól Erdélyig.

## Megjelenése
A havasi here 5-20 centiméter magas, kopasz, évelő növény, erőteljes, 1 méter hosszúságot is elérő karógyökérrel. Levelei tőállásúak, hármasan összetettek, a levélkék szálas lándzsásak, legfeljebb 10 centiméter hosszúak, szélük ép. A virágok hármasával-tizenkettesével 3-5 centiméter átmérőjű fejecskében nyílnak a levéltelen virágzati szár csúcsán. Kocsányuk rövidebb, mint a 10 erű, kopasz csészecső. A csésze fogai szálasak, kihegyezettek, a felsők rövidebbek az alsóknál. A párta 18-25 milliméter hosszú, húsrózsaszín vagy bíborvörös, kellemes illatú, ötször-nyolcszor hosszabb a csésze csövénél; a vitorla túlnyúlik a csónakon és az evezőkön.

## Életmódja
A havasi here 1400–3000 méter magasságban, szőrfű- és sásgyepekben, törpecserjésekben, mészben szegény talajokon nő. Gyakori. Tápdús takarmánynövény, jól tűri a legeltetést.
A virágzási ideje június–augusztus között van.

## Képek

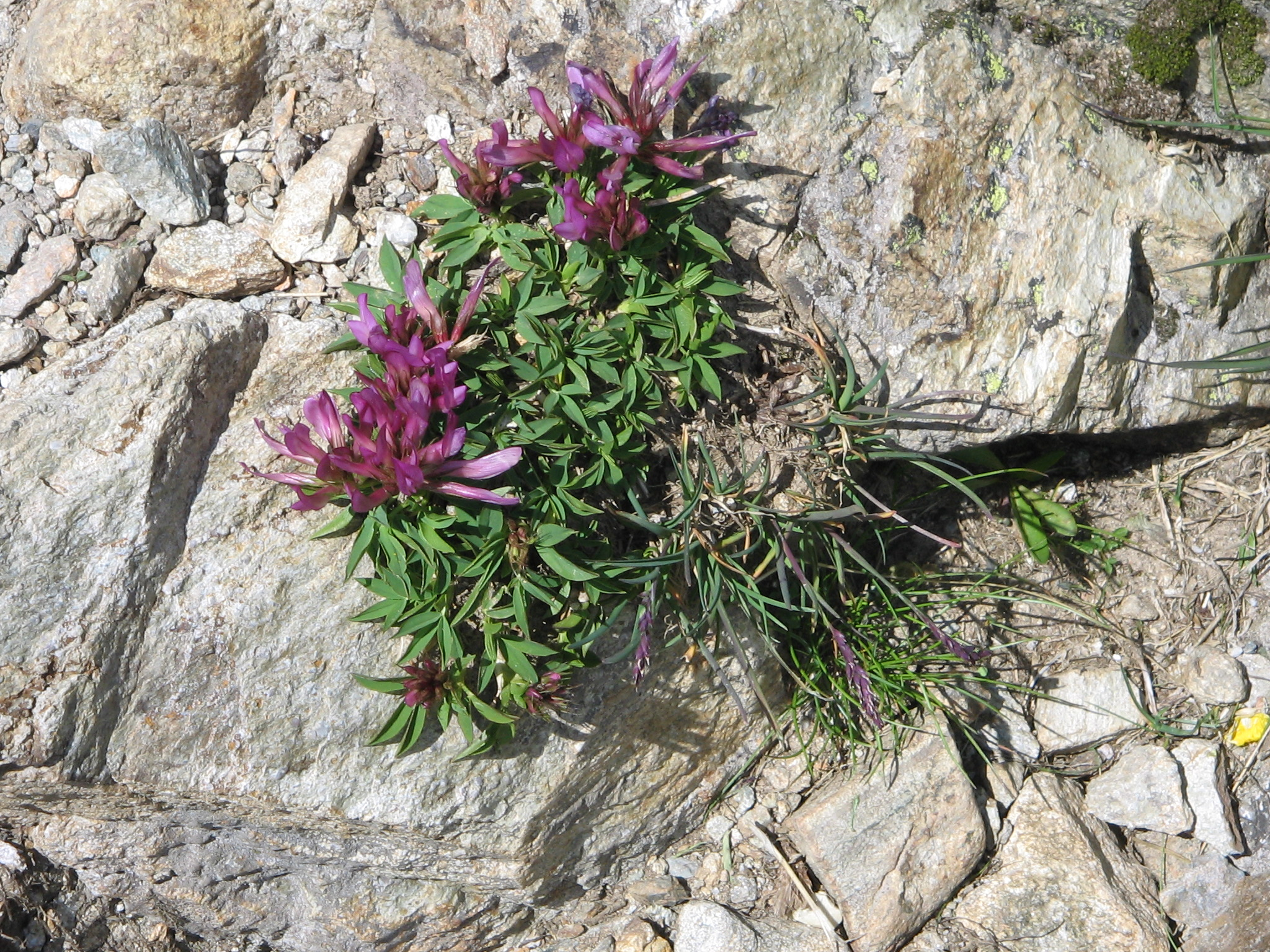
a sziklából kinőve
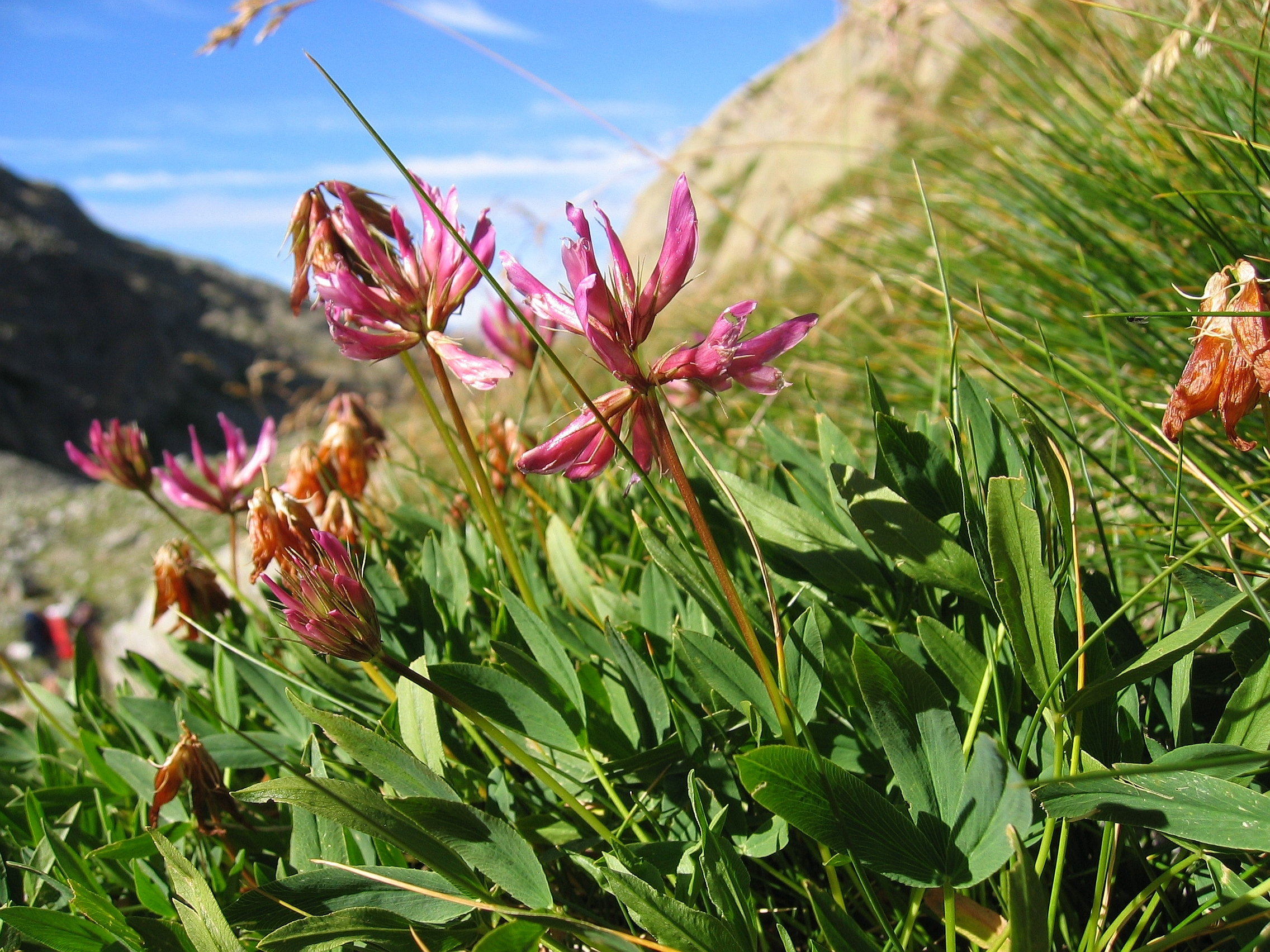
a természetes élőhelyén
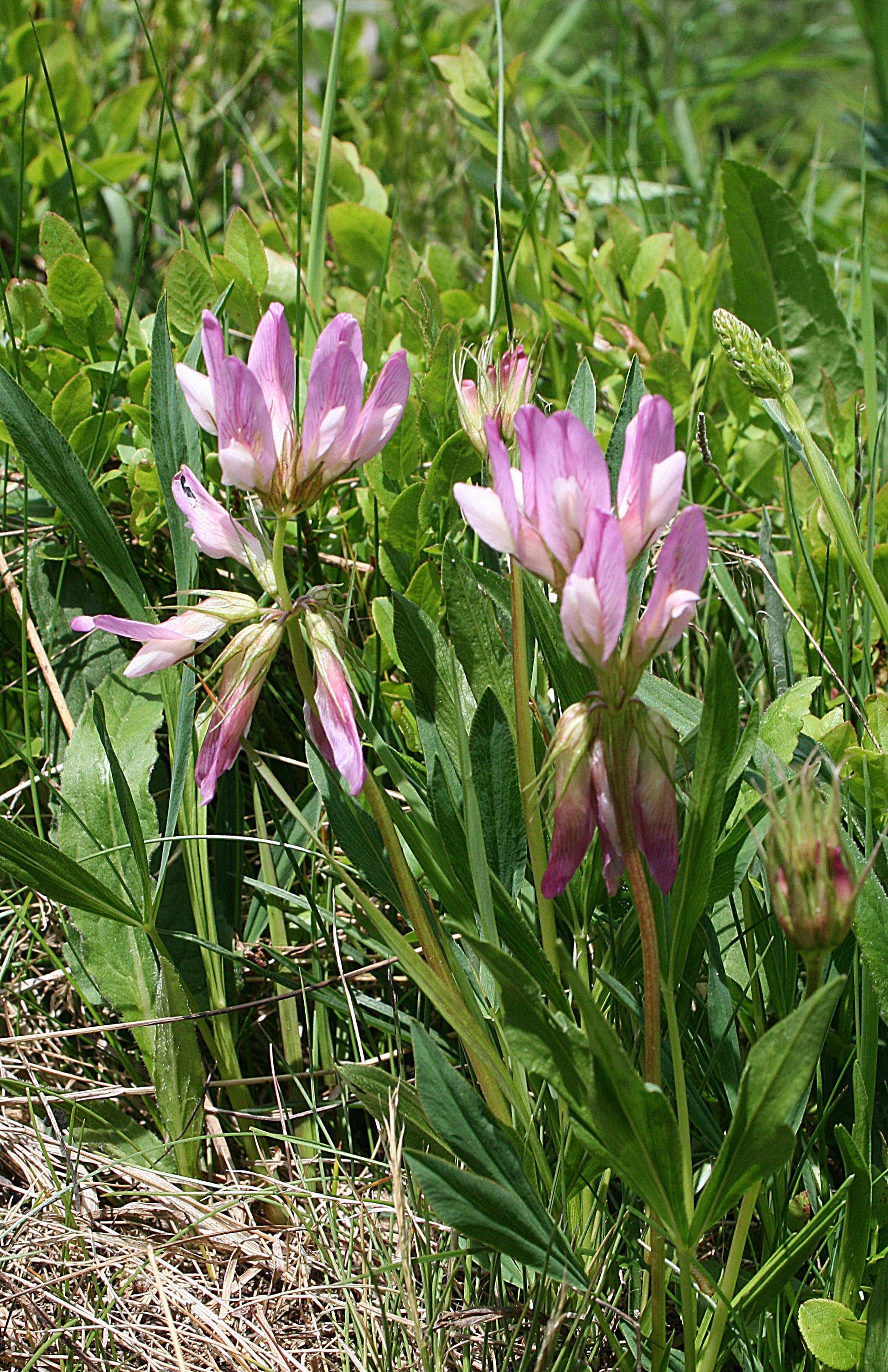
a növény
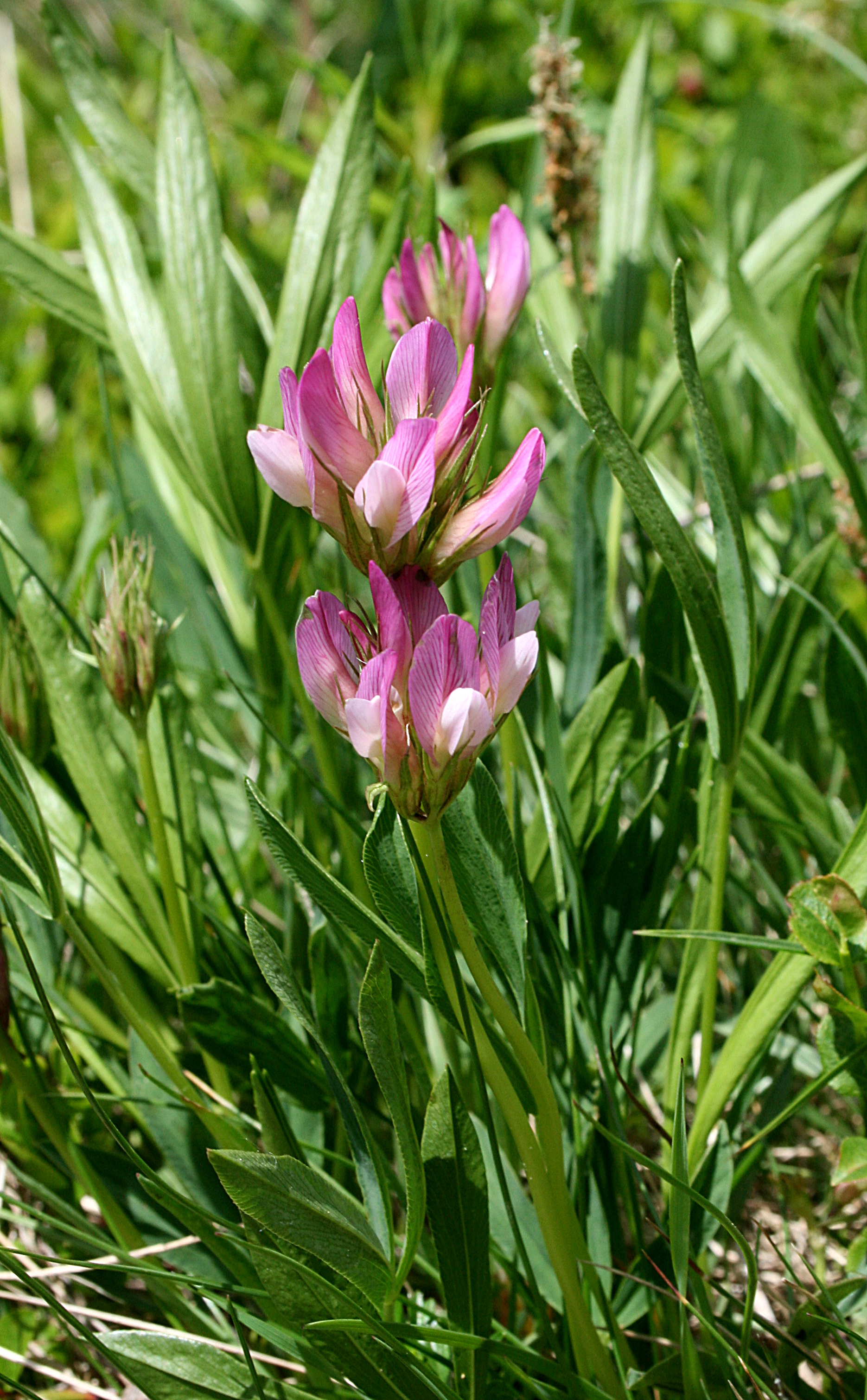
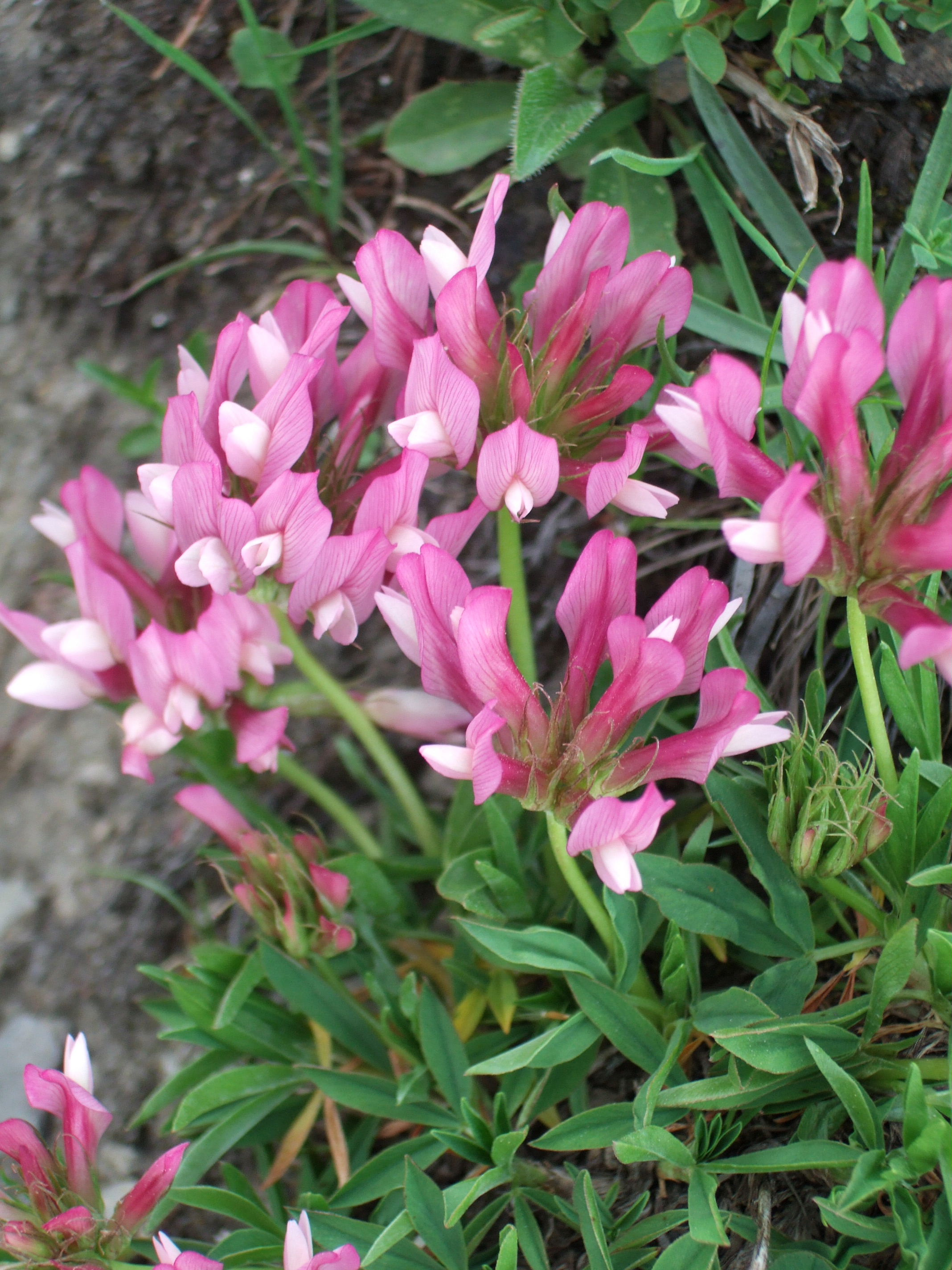
virágai
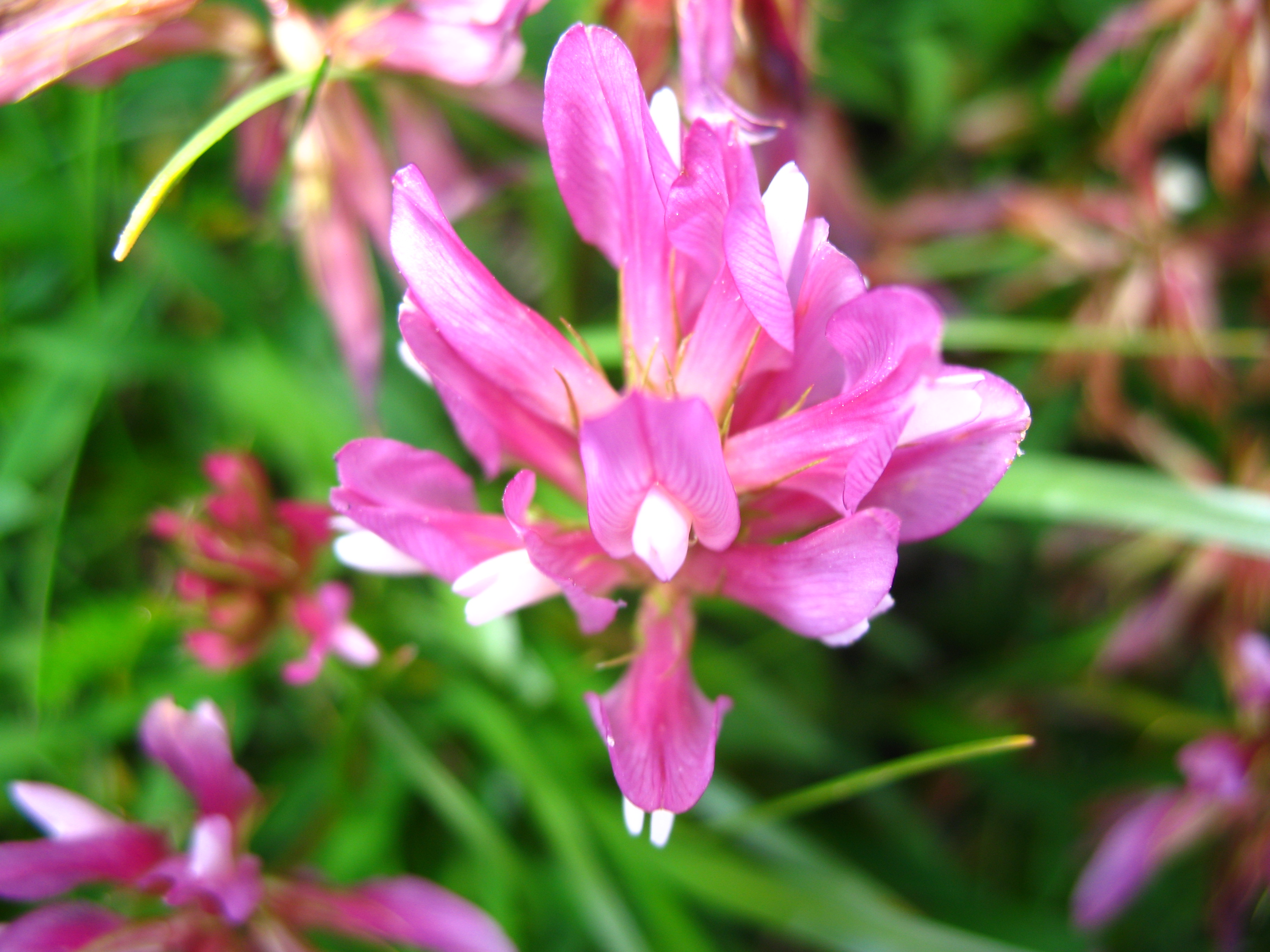
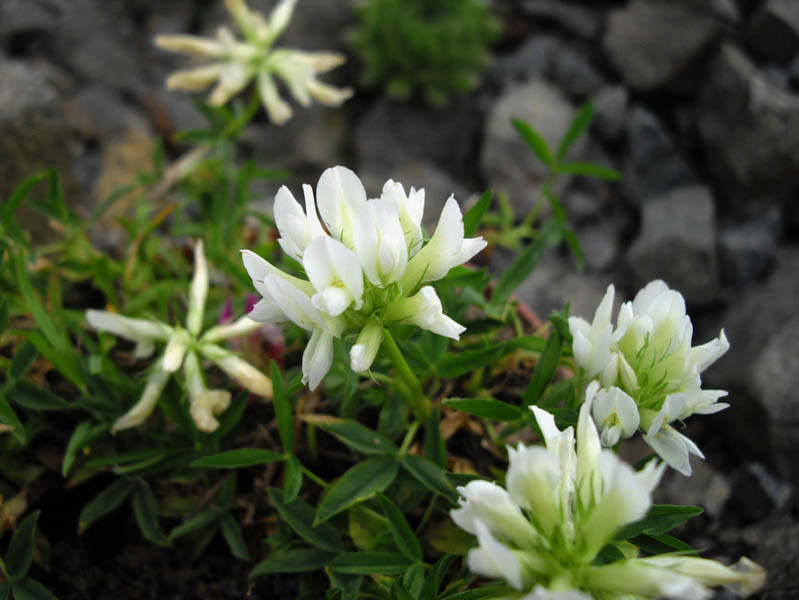
fehér változata
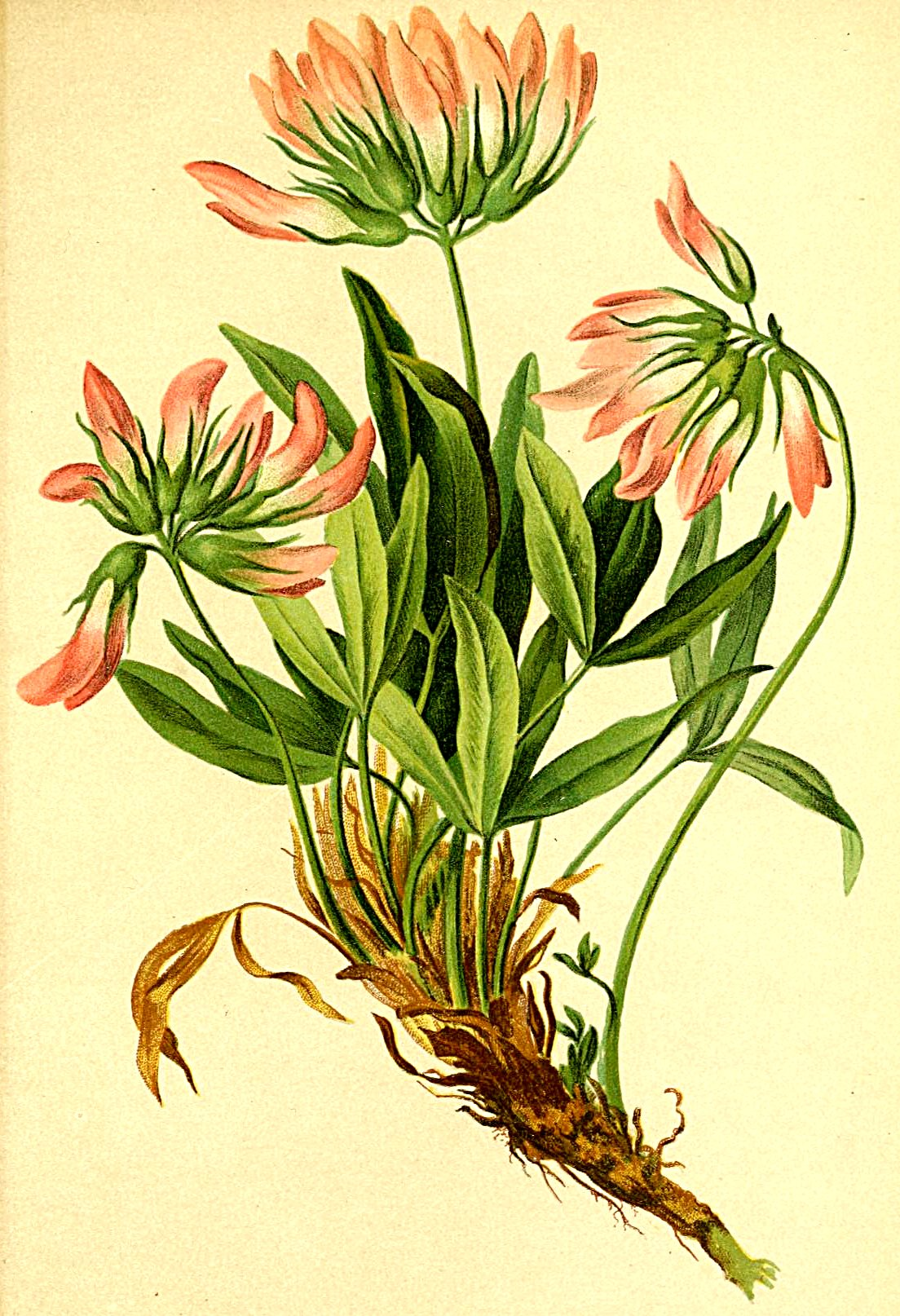
rajz a növényről